# Sint-Petrus en Pauluskerk (Schelle)

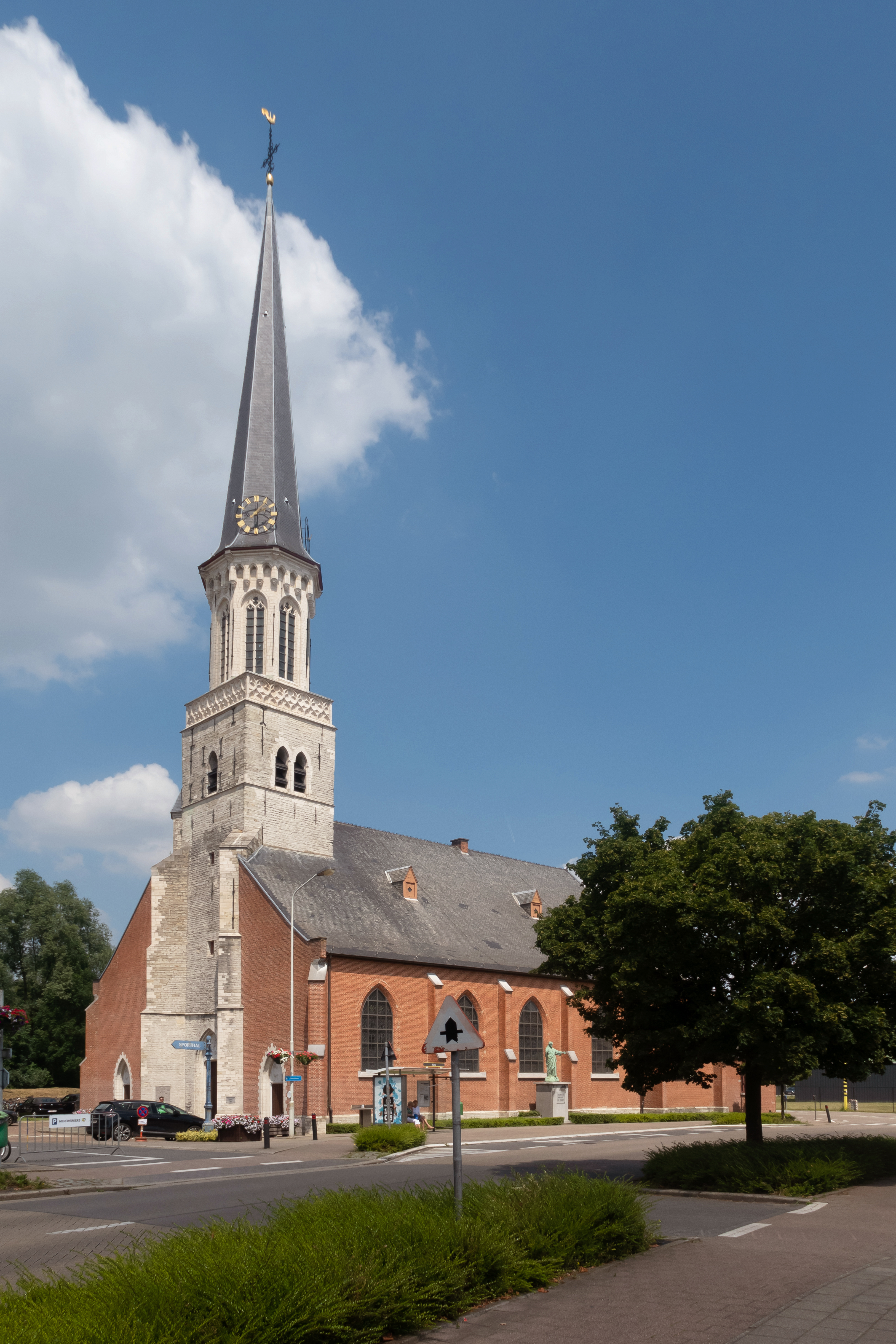
Sint-Petrus en Pauluskerk

De Sint-Petrus en Pauluskerk is de parochiekerk van de Antwerpse plaats Schelle, gelegen aan de Fabiolalaan 2.

## Geschiedenis
Schelle behoorde oorspronkelijk tot de parochie van Kontich, waarvan het patronaatsrecht berustte bij de Abdij van Lobbes. Omstreeks de 12e eeuw werd Schelle een zelfstandige parochie, afhankelijk van het Sint-Romboutskapittel van Mechelen.
De huidige kerk heeft een toren met een onderbouw uit de 13e eeuw, een middengeleding uit de 15e eeuw en een hoge achtkante klokkenverdieping uit ongeveer 1500. Het kerkschip is 15e-eeuws maar werd in 1844 uitgebreid met twee zijbeuken naar ontwerp van Ferdinand Berckmans.

## Gebouw
De ingebouwde gotische toren is gebouwd in zandsteen en voorzien van een hoge achtkante, met leien bedekte spits, welke enigszins scheef staat. Het bakstenen schip is voornamelijk neogotisch en het in zandsteen gebouwde 15e-eeuws gotisch koor is driezijdig afgesloten.

## Interieur
Het kerkmeubilair is deels in barok- en deels in rococostijl. Het hoofdaltaar is een 18e-eeuws portiekaltaar. Ook de noordelijke en zuidelijke portiekaltaren zij van omstreeks 1756. De biechtstoelen zijn van 1660 en van de eerste helft van de 18e eeuw. Het koorgestoelte en de preekstoel zijn 18e-eeuws en de communiebank is van omstreeks 1700.
J.P. De Roover vervaardigde in 1719 het schilderij Jezus overhandigt Petrus de sleutels. Van Antoon van Dyck is de Marteldood van Sint-Sebastiaan (eerste helft 17e eeuw). Van de Vlaamse school zijn verder de 17e-eeuwse schilderijen Dode Christus beweend door Onze-Lieve-Vrouw en Heilige familie.
De beelden van Sint-Lucia en Sint-Sebastiaan zijn 17e-eeuws. Het Van Peteghem-orgel is van 1777-1779.
Achter in de kerk zijn grafstenen te vinden van de 15e tot en met de 18e eeuw.